# تالبیلا
تالبیلا (به اسپانیایی: Talveila) یک دهستان در اسپانیا است که در سریا واقع شده‌است.

## خصوصیات
تالبیلا ۵۲ کیلومترمربع مساحت و ۱۸۶ نفر جمعیت دارد.